# 吉野川市立鴨島第一中学校
吉野川市立鴨島第一中学校（よしのがわしりつ かもじまだいいちちゅうがっこう　英称:Kamojima Daiichi Junior High School）は、徳島県吉野川市鴨島町鴨島にある公立中学校。

## 基礎データ
最寄駅
- JR徳島線鴨島駅

## 沿革
- 1950年 - 組合立麻植第一中学校を設立。
- 1959年 - 鴨島町麻植第一中学校と改称。鴨島町鴨島第一中学校と改称。
- 2004年 - 町村合併にて吉野川市立鴨島第一中学校となる。

## 校歌
- 作詞: 高木正美
- 作曲: 三栖千恵子

## 著名な卒業生
- 川真田哲哉 - 元吉野川市長
- 藤井香苗 - バスケットボール選手
- 井筒昭雄 - 作曲家
- 岡田康志 - 高校野球指導者
- 武岡龍世 - プロ野球選手・東京ヤクルトスワローズ (2020- )
- 武岡大聖 - 独立リーグ野球選手・龍世の兄

## 通学区域が隣接している学校
- 吉野川市立鴨島東中学校
- 神山町立神山中学校
- 吉野川市立山川中学校
- 吉野川市立川島中学校
- 阿波市立市場中学校
- 阿波市立土成中学校
- 阿波市立吉野中学校